# Азоп
Азоп е името на четири реки в Гърция, а в древногръцката митология е името на боговете на тези реки. Бог Азоп бил сразен от мълнията на Зевс, докато се опитвал да върне дъщеря си Егина. Според някой митове е баща на Антиопа (майката на Амфион и Зет).

### Реките
1. Азоп в Беотия. Извира от планината Китерон и тече през област Платея към канала Еврипос.[1] Битката за Платея се води край нейните брегове. Тя обозначава границата между Тива и Платея. Според Павзаний (5.14.3) беотийската Азоп ражда най-високите тръстики от всички други реки.
2. Азоп във Флиасия. Извира от Флиасия, тече през област Сикион и се влива в залива на Коринт, близо до град Сикион. Павзаний [2.5.3] казва, че Флисийците и Сикионците претендират, че изворът е всъщност фригийската и карийска река Меандър, която се спуска под земята, където се влиза в морето на Милет и се появява отново Пелопонес като Азоп.[2][3]
3. Азоп в Тесалия. Извира от планината Ета в Тесалия.[4]
4. Азоп в Trachis, близо до Термопилите, спомената от Херодот (7.199, 216–17).